# Варченко, Александр Николаевич
Александр Николаевич Варченко (англ. Alexander Varchenko; род. 9 февраля 1949, Краснодар) — советско-американский математик, работающий в области геометрии, комбинаторики и математической физики. Соавтор теоремы Варченко-Хованского, в 1973 году получил премию Московского математического общества.

## Биография
Родился 6 февраля 1949 года в Краснодаре.
С 1964 по 1966 годы учился в Специализированной школе-интернат № 18 физико-математического профиля при Московском государственном университете им. М. В. Ломоносова, где Колмогоров и Смородинский читали лекции по математике и физике. Затем окончил Московский государственный университет (в 1971 году), ученик В. И. Арнольда. Защитил кандидатскую (1974) и докторскую (1982) диссертации.
С 1974 по 1984 годы был научным сотрудником МГУ, в 1985—1990 годах — профессором Губкинского Института нефти и газа, а с 1991 года работает профессором Университета Северной Каролины в Чапел-Хилле.
Александр Варченко был приглашённым докладчиком на Международном конгрессе математиков в 1974 году в Ванкувере и пленарным докладчиком на конгрессе 1990 года в Киото.